# Бессарабська губернія
47°01′28″ пн. ш. 28°49′56″ сх. д. / 47.024444444444° пн. ш. 28.832222222222° сх. д.

Бессарабська губернія на карті Російської імперії (1914)

Бессарабська губернія (до 1873 року — Бессарабськая область) — історична адміністративно-територіальна одиниця Російської імперії з центром у Кишиневі. Була утворена на землях приєднаної до Російської імперії в 1812 році Бессарабії. Значну частку населення губернії становили українці.
До складу області входили повіти: Бендерський, Гречанський, Кодрський, Оргеєвський, Сороцький, Тамаровський, Хотарнічанський, Хотинський, Ясський.
У 1828 році область розділена на повіти: Аккерманський, Бендерський, Ізмаїльський (спочатку градоначальство), Кишинівський, Леовський, Оргеєвський, Сороцький, Хотинський, Ясський.

## Географія
Бессарабська губернія знаходилась у південно-західній частині Російської імперії, між Прутом на заході і Дністром на півночі і сході; Дунай (власне, його північний, Кілійський рукав) становив кордон на півдні, Чорне море на південному сході, лише на крайньому північному заході губернія не мала добре певних природних кордонів; від австрійської області Буковини її відокремлювали невеликі річки, які впадають у Прут і Дністер, а частина кордону між ними була проведена полями. Прут і Дунай відокремлювали Бессарабську губернію від Румунського королівства, перший від Молдови, а другий від приєднаної до Румунії по Берлінському трактату Добруджі. У волосько-болгарських грамотах XV—XVII ст. Бессарабом іменувалася вся Волощина з приєднанням до неї Бабадазької області поблизу Дунаю. У пізніших документах назва Бессарабія надається Буджаку, або Буджацькому степу, котрий становив південну частину Бессарабської губернії.
Територія Бессарабської губернії займала площу в 44 399 км². За даними Енциклопедичного словника Брокгауза і Евфрона — 40 096,6 кв. верст (45 631,7 кв. км)

### Рельєф
У Бессарабській губернія не було гір, однак поверхня північної і особливо центральної частини губернії дуже нерівна і порита глибокими річковими долинами і ярами. Найвища точка губернії знаходилась у північно-західному краю Хотинського повіту, у так званій Руській Буковині, на кордоні з Австрійською Буковиною — 220 сажнів (469,39 м). У Хотинському повіті було ще кілька висот більше 150 сажнів (320,04 м), південніші Сороцький повіт і переважнаа частина Ясського повіту (місто Бєльці) хоч і менш високі, мали більш пересічену поверхню. Більш значні висоти зустрічалися в найпівденнішій частині Ясського повіту — гора Мегура — 201 сажнів (428,14 м). У 30 верстах (32 км) на південь від Бєльців, а також у Кишинівському і частині Оргеєвського повіту, ця місцевість прорізана пасмами пагорбів розділених долинами і називалася Кодряну (Кодру). Наприкінці XIX століття вона була дуже мальовнича, багата стародавніми монастирями і рясніла листяними лісами, особливо дубовими і грабовими. Пагорби середньої частини Бессарабської губернії складалися з вапняків, здебільшого крейдяної формації, на південь зустрічалася міоценова (среднетретічная) формація, яка теж здебільшого складається з вапняків. Біля берегів Дністра в Хотинському повіті і в глибоких ярах оголюються пласти набагато давніших формацій, досилурійських пісковиків, сланців і вапняків, а в деяких місцях навіть до гранітів. Три південних повіти губернії лежали набагато нижче, ніж середня частина, але і тут поверхня нерівна, справжні рівнини лише біля берегів Дунаю і Чорного моря. Кордон між рівнішою південною і горбистою частиною Бессарабської губернії проходив приблизно по верхньому Траяновому валу, який йшов від міста Леово на Пруті до впадання річки Ботні в Дністер, трохи південніше Бендер. Ця південна частина губернії зовсім степова і називається Буджацьким степом. Головна річка — Дністер, правий берег річки знаходився в межах губернії від села Онут, на кордоні Буковини, до впадання в Дністровський лиман.

### Водні ресурси
Течія Дністра за часів Бессарабської губернії була дуже звивистою, береги круті, особливо вище Бендер, річка порівняно вузька і зібрана в одне русло, судноплавство більш зручне, ніж на інших річках імперії з такою ж кількістю води, особливо вниз за течією; значних мілин не було, не було і порогів, а труднощі в переправі були лише від кам'яних гряд; нижче Бендер зустрічалися мілини. Пароплавство існувало від низини Дністра до Могильова, іноді пароплави заходили і далі, але головна частина вантажів йшла на галерах, чотирьохкутних ящиках з ялинових дощок, які рухалися завдяки жердинам. З Галичини привозили будівельний ліс і лісові вироби, а Бессарабія відправляла хліб, фрукти і вино.
Друга річка губернії — Прут становила кордон з Молдовою від міста Новоселиця до моменту впадання в Дунай. Прут, як і Дністер, витікає з Карпат і в Бессарабській губернії не отримував жодного значного притоку води. До Леово існувало пароплавство, вище ж за течією проводився лише сплав лісу з Буковини.
Річки низинної частини Бессарабської губернії не доходили до моря, а впадали в озера, відокремлені від Чорного моря і Дунаю піщаними косами. Найзначніші: Ялпуг, що впадає в однойменне озеро, і Когильник. Поблизу Чорного моря розташовані солоні озера Алібей і Тігана. У 1840-х роках і до 1856 року з цих озер видобувалося багато солі, до 4 млн пудів. За Паризьким миром найкращі з озер відійшли до Румунії, видобуток солі з бессарабських озер припинився і не відновився після приєднання цієї місцевості до Російської імперії в 1878 році. Найбільші з придунайських озер, крім Ялпуга, Китай і Катлабуг
На берегах Дунаю були розташовані великі луки і очеретяні хащі, річка була багата рибою, хоча менше за низові річки, що впадають в Азовське і Каспійське моря. Між 1856 і 1878 роками кращі рибні промисли Бессарабії були поза межами Російської імперії. Рибальством займалися головним чином великороси-старообрядці, особливо жителі села Вилкове; солона, сушена і в'ялена риба йшла звідси всередину Бессарабії, у Херсонську і Подільську губернії, а також за кордон: у Румунію, Буковину і Галичину. Рибні промисли на березі Чорного моря були менш значні, ніж дунайські.

### Клімат
Клімат Бессарабської губернії був тепліше, ніж у більшій частині Європейської Російської імперії, але була значна різниця між північною частиною Бессарабії і ближчою до моря. Остання значно тепліша, але опадів (дощу та снігу) випадало набагато менше, ніж на півночі і в горбистій середній частині губернії.

### Рослинність
За природною рослинністю Бессарабську губернію поділяли такі 4 райони:
- Руську Буковину, тут були головним чином букові ліси, що збереглися в більш північній, найвищій частині землі, решта була багата сливовими садами.
- Інша частина Північної Бессарабії — місцевість була покрита степовими травами, але ліси були в усіх долинах, а також і на висотах, переважали дуб і граб. Це була найкраща землеробська місцевість губернії і центр вирощування озимої пшениці,
- Горбиста середня частина Бессарабії була покрита лісами: дубовими, грабовими і буковими. Вони були замінені частково на ріллю, частково на сади і виноградники.
- Південна, більш рівна частина Бессарабії — колишній Буджацький степ. До приєднання до Російської імперії вона була покрита степовими травами з ділянками лісу. Наприкінці XIX століття цілинних степів було дуже мало, і майже весь простір було зайнято полями, головний хліб — яра пшениця.

## Адміністративний поділ

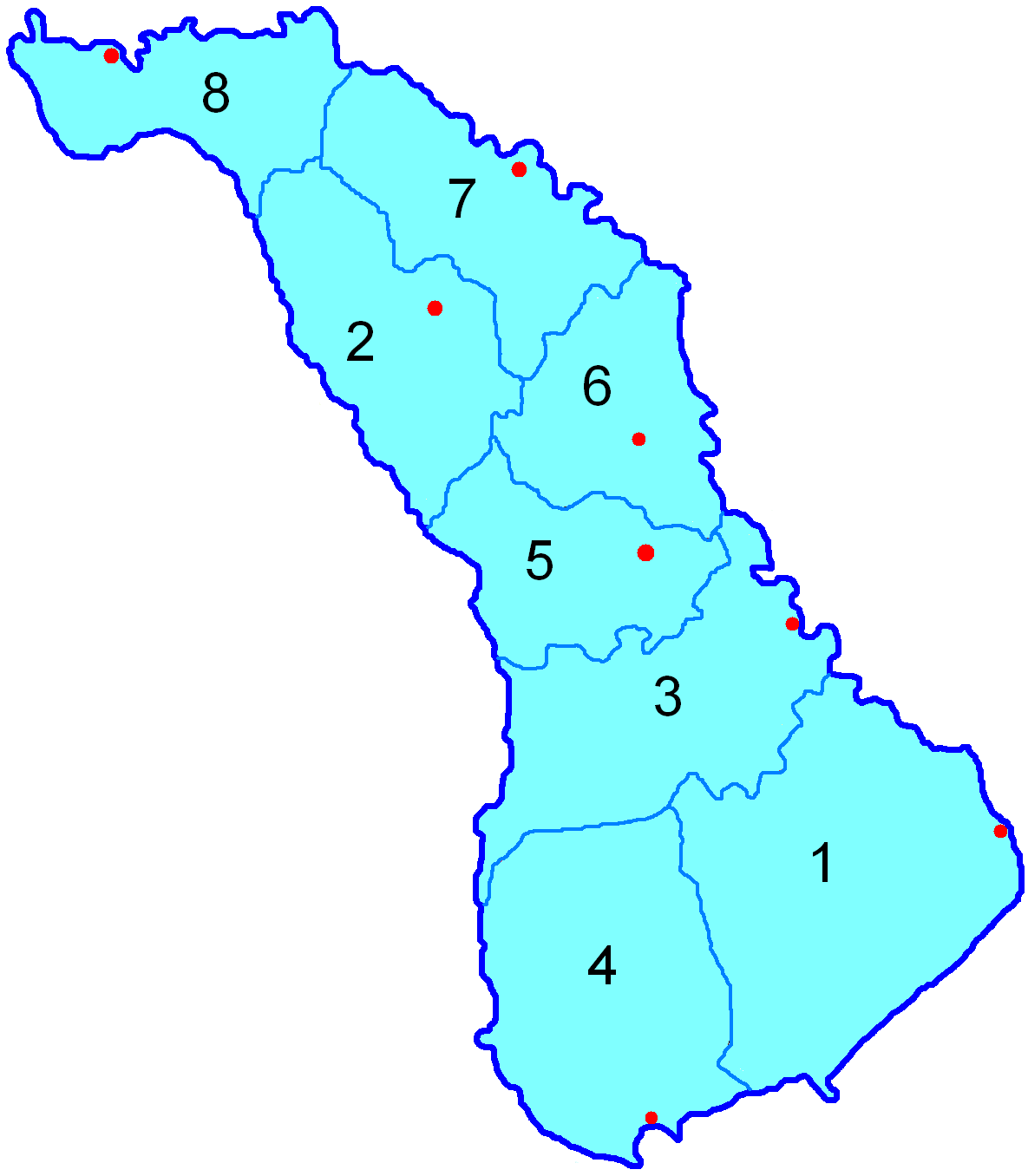
Адміністративний поділ Бессарабської губернії

У 1813 році, після приєднання Бессарабії до Російської імперії, згідно з правилами про тимчасове влаштування Бессарабії, її територія була розділена на 9 цинутів (спочатку планувалося 12): Хотинський, Ясський (Фалештський), Сороцький, Орхейський, Бендерський, Хотарнічанський, Кодрський, Гречанський і Томаровський (Ізмаїльський). Однак до 1818 року, коли був прийнятий статут про освіту Бессарабської області, адміністративний поділ зазнав змін: були розформовані Гречанський, Кодрський, Сороцький і Хотарнічанський цинути і утворено новий — Аккерманський цинут. У результаті кількість цинутів скоротилося до шести.
У 1828 році область втратила самостійність і була включена до складу Новоросійського генерал-губернаторства. У зв'язку з цим було проведено ряд адміністративних реформ, і зокрема, цинути були перейменовані в повіти. У 1830 році утворено Леовський повіт (з 1835 року — Кагульський повіт), а в 1836 році — Кишинівський і Сорокський повіти. У 1857 році був утворений Комратський повіт, але вже через рік він був скасований.
У 1856 році за умовами Паризького миру Ізмаїльський і Кагульський повіти були передані Молдовському князівству.
У 1873 році Бессарабська область перетворена в губернію зі збереженням колишнього поділу на 7 повітів: Аккерманський, Бендерський, Кишинівський, Оргеєвский, Сороцький, Хотинський і Ясський.
У 1878 році до складу Бессарабської губернії були повернуті території Ізмаїльського та Кагульського повітів у вигляді об'єднаного Ізмаїльського повіту. Адміністративний устрій Ізмаїльського повіту значно відрізнявся від усіх інших, наприклад, у ньому не було волостей, а існували окремі комуни. Остаточне облаштування Ізмаїльського повіту було завершено лише в 1904 році, при цьому його адміністративні кордони зазнали істотних змін.
6 березня 1887 року Ясський повіт перейменовано в Білецький. Такий поділ зберігався до 1917 року.
Адміністративно-територіальний поділ наприкінці XIX століття:
| № | повіт         | Повітове місто         | площа, верст² | площа, км² | Населення (1897), осіб |
| - | ------------- | ---------------------- | ------------- | ---------- | ---------------------- |
| 1 | Аккерманський | Аккерман (28 258 чол.) | 7282,7        | 8288,0     | 265 247                |
| 2 | Білецький     | Білець (18 478 чол.)   | 4871,0        | 5543,5     | 211 448                |
| 3 | Бендерський   | Бендери (31 797 чол.)  | 5398,5        | 6143,8     | 194 915                |
| 4 | Ізмаїльський  | Ізмаїл (22 295 чол.)   | 8128,0        | 9250,2     | 244 274                |
| 5 | Кишинівський  | Кишинів (108 483 чол.) | 3271,0        | 3723,0     | 279 657                |
| 6 | Оргеєвський   | Оргіїв (12 336 чол.)   | 3632,0        | 4133,4     | 213 478                |
| 7 | Сороцький     | Сороки (15 351 чол.)   | 4010,7        | 4564,2     | 218 861                |
| 8 | Хотинський    | Хотин (18 398 чол.)    | 3501,9        | 3985,4     | 307 532                |

## Історія

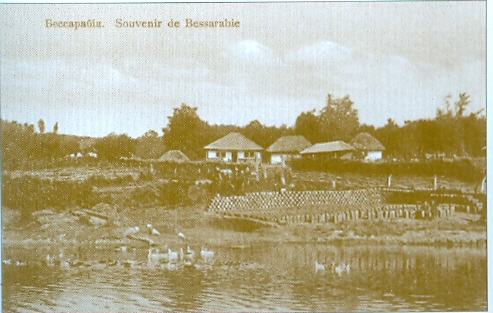
Бассарабія. Початок XX століття

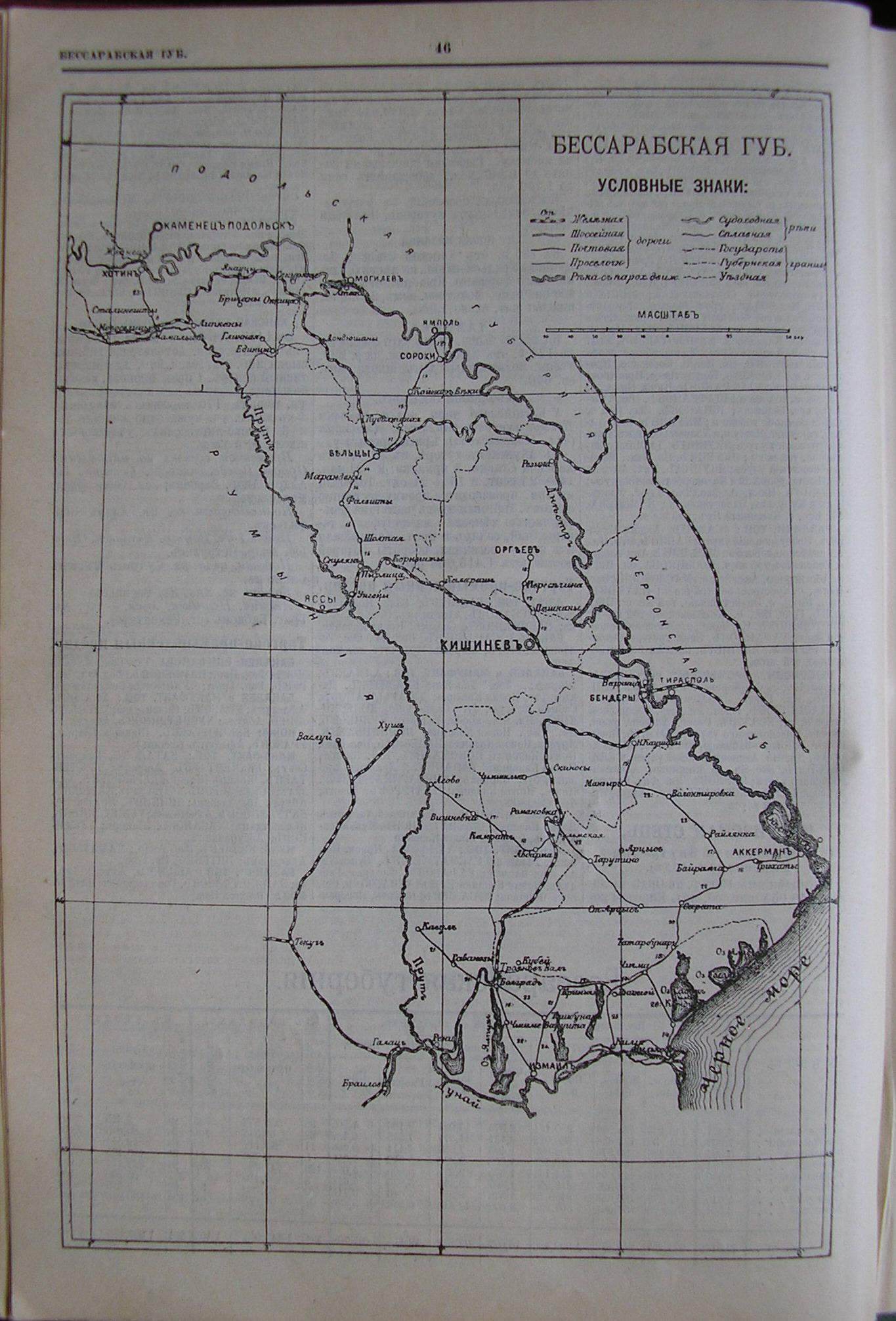
Стор. 46 з адрес-календаря Російської імперії «Вся Росія», 1902

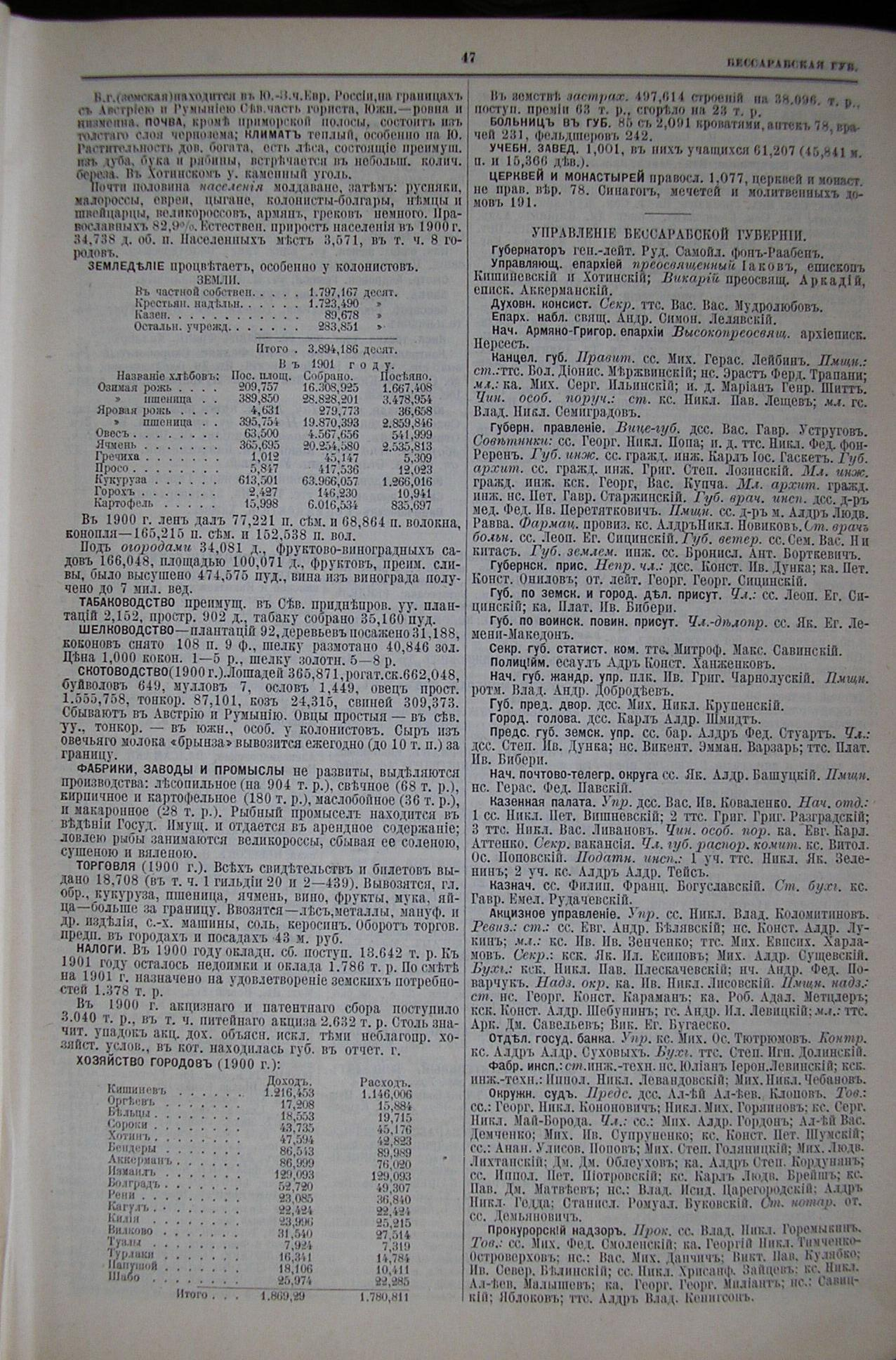
Стор. 47 з адрес-календаря Російської імперії «Вся Росія», 1902

За Бухарестським мирним договором в 1812 році вона була приєднана до Російської імперії. Це була найбільш малолюдна частина Молдовського князівства. Займаючи до 50 % її території, Бессарабія мала лише близько 25 % населення. До 1812 року південь Бессарабії, перш знаходився під безпосередньою владою османських пашів і татарських ханів, був населений особливо рідко. Сюди переселилися болгари та гагаузи, які втекли від османських розправ, німці-колоністи, українці, росіяни, а також молдовські переселенці з-за Прута із центру Бессарабії.
Після приєднання Бессарабії до Російської імперії російський уряд почав поступово почав проводити політику зросійщення місцевого румунського населення та створення окремої молдавської ідентичності на противагу румунському національному відродженню, яке ставило собі за мету об'єднання всіх румунських земель в одній державі.
29 квітня 1818 року був виданий Статут утворення Бессарабської області. Найважливішою особливістю влаштування Бессарабської області було утворення бессарабського Верховної ради. Головою в цій Раді, яка мала адміністративно-судовий характер, був повноважний намісник Бессарабської області, звання якого було потім пов'язане із званням новоросійського генерал-губернатора, який проживав в Одесі. Головною особою губернського управління був цивільний губернатор; урядова і казенна частина зосереджувалася в обласному уряді. Статут 1818 року було замінено «Установою для управління Бессарабської області» 29 лютого 1828 року, за яким уряд області став більше схожим на уряд інших губерній, головне і губернське керівництво було підпорядковане тим самим центральним органам, як і у внутрішніх губерніях, одна тільки обласна рада, яка замінила колишню Верховну раду, становила особливість уряду цієї області.
У 1829 році за Адріанопольським миром Османська імперія поступилася Російській імперії і дельтою Дунаю, яка також увійшла до складу Бессарабії. У 1856 році за Паризьким мирним договором Російська імперія поступилася Османській імперії дельтою Дунаю, яка була приєднана до Добруджі, безпосереднього володіння Османської імперії, і південно-західною частиною Бессарабії, пізніше Ізмаїльський повіт, яка ввійшла до складу князівства Молдови і повернена Російській імперії за Берлінським трактатом у 1878 році.
У 1854 році на Бессарабську область була поширена загальна установа губернських управлінь, а в 1873 році область перейменована в губернію.
У 1861—1875 роках у Бессарабії була здійснена селянська реформа. Для царан, які становлять 58,6 % всього населення, реформа проведена в 1868 році. У 1869—1872 роках сталося понад 80 селянських заворушень, для придушення 41 з них були надіслані війська.
6—7 квітня 1903 року в Кишиневі стався один з найбільших єврейських погромів у Російської імперії.
2 (15) грудня 1917 року керівники «Сфатул Церій» оголосили Бессарабію «Молдовською Народною Республікою».
27 березня (9 квітня) 1918 року на засіданні Сфатул Церій було поставлено питання про об'єднання Бессарабії з Румунією. Була оголошена Молдовська Демократична Республіка. Під час голосування будівлю, де засідав Сфатул Церій, було оточене румунськими військами з кулеметами, на самому голосуванні були присутні румунські військові урядовці. Голосування, всупереч протестам деяких депутатів, було відкритим, а не таємним.
Представники німецької, болгарської і гагаузької меншин заявили, що в цьому питанні утримуються від голосування. Представник селянської фракції В. Циганко і представник Російської культурної ліги А. Грекулов заявили, що питання об'єднання можна вирішити тільки шляхом всенародного референдуму. Однак до їхніх аргументів не прислухалися, і було проведено відкрите поіменне голосування. За приєднання проголосувало 86 депутатів, проти — 3, утрималися — 36, були відсутні на засіданні — 25.
Аккерманський повіт був підконтрольний Одеській Радянській Республіці, проте в березні 1918 року румунські війська взяли штурмом Білгород-Дністровський і завершили заняття Бессарабії.
У листопаді почалася підготовка до мирної конференції в Парижі, на якій Румунія мала намір домогтися міжнародного визнання об'єднання. Румунський уряд організував скликання Сфатул Церій з метою прийняття рішення про беззастережне об'єднання Бессарабії з Румунією без яких би то не було умов про автономію. Перед відкриттям Сфатул Церій генеральний комісар Бессарабії генерал Войтяну запросив депутатів і переконував їх відмовитися від автономії.
На засіданні 25—26 листопада 1918 року за відсутності кворуму 36 голосами було прийнято рішення про безумовне приєднання Бессарабії до Румунії, ліквідувати всі умови акту від 27 березня 1918 року. Незабаром після прийняття цього рішення Сфатул Церій припинив своє існування. Значна частина депутатів висловила протест з цього приводу і навіть направила меморандум румунському уряду з вимогами відновити автономію згідно акту від 27 березня, але їх претензії не були взяті до уваги.
29 грудня 1919 року румунський парламент прийняв закон про анексію Трансильванії, Буковини і Бессарабії.
28 жовтня 1920 року Англія, Франція, Італія і Японія підписали з Румунією так званий Паризький протокол, згідно з яким ці країни «вважаючи, що з географічної, етнографічної, історичної та економічної точки зору приєднання Бессарабії до Румунії цілком виправдовується», визнали суверенітет Румунії над Бессарабією.
Представники РРФСР і УРСР 1 листопада 1920 року заявили, що «вони не можуть визнати силу будь-якої угоди, яка стосується Бессарабії, яка відбулося без їх участі, і що вони жодним чином не вважають себе зв'язаними угодою, укладеною з цього предмету іншими урядами».
Проте наступні 22 роки Бессарабія входила до складу Румунії. Приєднання Бессарабії до Румунії не визнавалося Радянським урядом і кваліфікувалося як анексія. На картах, що випускаються в СРСР аж до 1940 року, Бессарабія позначалася як територія, окупована Румунією.
Приєднання регіону до Румунії спричинило виникнення «Бессарабського питання» — радянсько-румунської суперечки про приналежність Бессарабії. Аргументами радянської сторони було те, що Бессарабія до 1918 року ніколи не входила до складу Румунії, і дісталася Російській імперії в 1812 році за підсумками війни з Османською імперією. Частина місцевого населення ідентифікувала себе як молдовани та бажала створення незалежної національної молдовської держави або молдовської автономії. Також у краю проживали росіяни, українці, гагаузи, болгари, німці та інші народи, незадоволені політикою Бухаресту по відношенню до них. Румунська ж сторона наполягала на остаточності волевиявлення народу в особі Сфатул Церій в 1918 році.
1940 року війська СРСР зайняли Бессарабію. На території Бессарабської губернії були створені: Молдавська РСР і Ізмаїльська область Української РСР.

### Герб
Герб Бессарабської області затверджений Миколою I 2 квітня 1826 року:
Щит пересічений; в верхньому червленому полі російський двоголовий орел з серцеподібним московським щитком на грудях, вінком і смолоскипом в лапах; в нижньому золотому полі бичача голова.
Новий варіант герба прийнятий Олександром II 5 липня 1878 року мав вигляд:
У лазуровому щиті золота буйволова голова, з червоними очима, язиком і рогами, в супроводі, між рогами, золотою зіркою з п'ятьма променями і з правого боку, срібною трояндою з п'ятьма променями і зліва таким же півмісяцем, зверненим вліво. Облямівка з квітів Імперії. Щит увінчаний Імператорською короною і оточений золотими дубовими листками, з'єднаними Андріївською стрічкою.

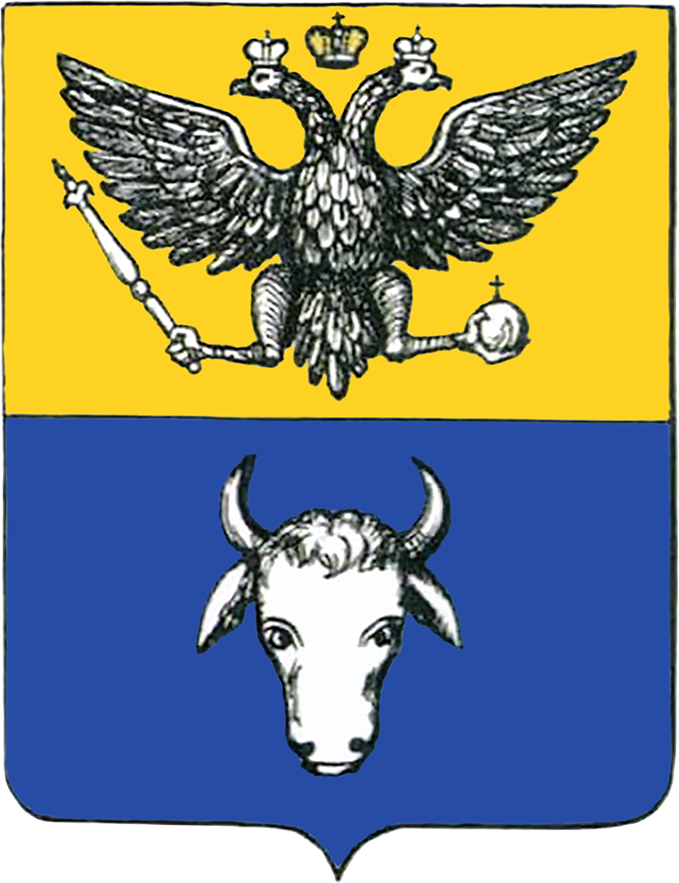
Герб Бессарабської області (1815)
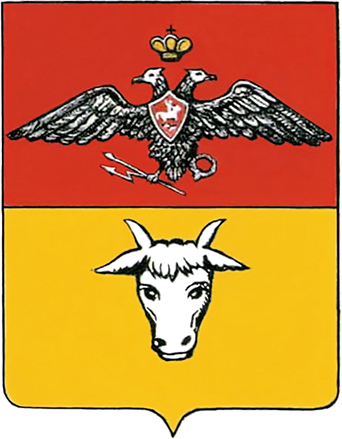
Герб Бессарабської області (1826)
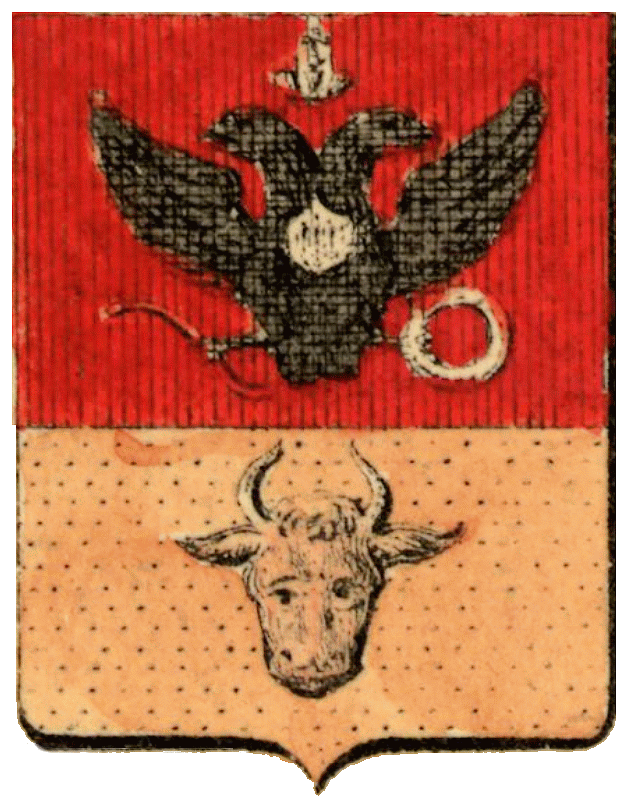
Герб губернії (1856)
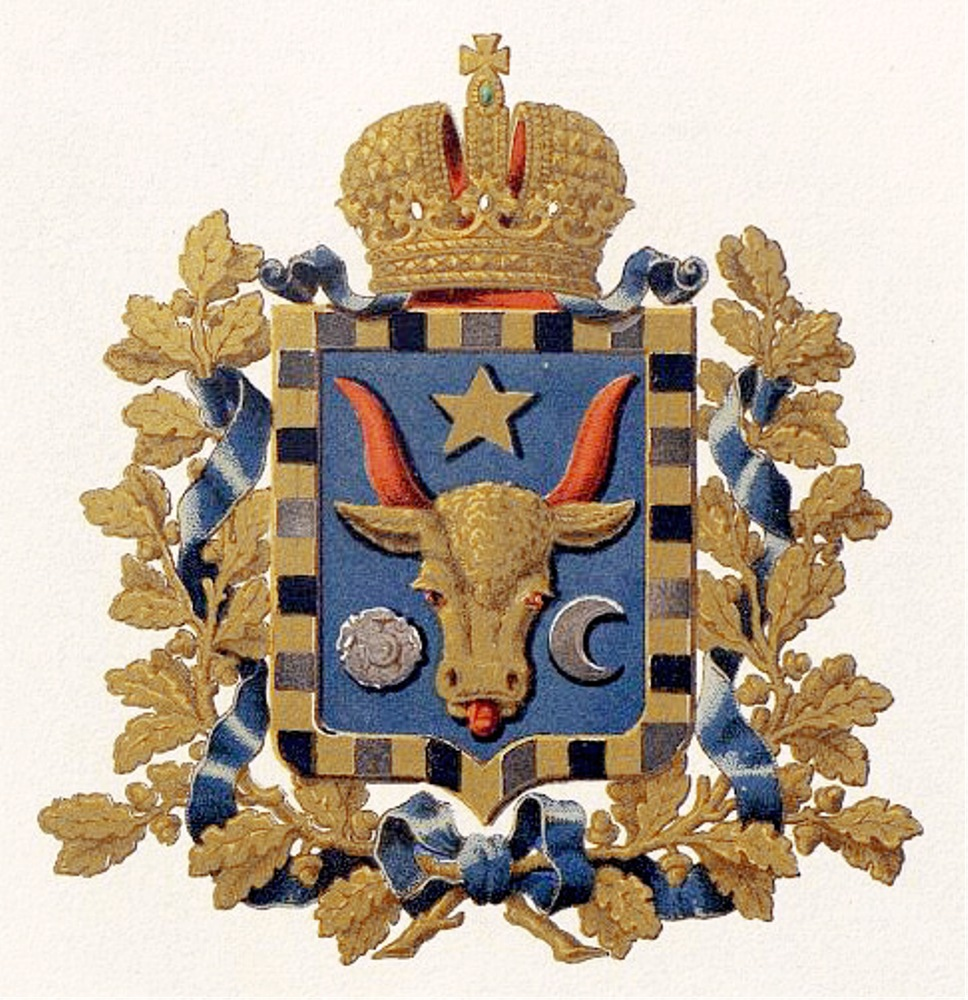
Герб губернії (вид. МВД, 1880)
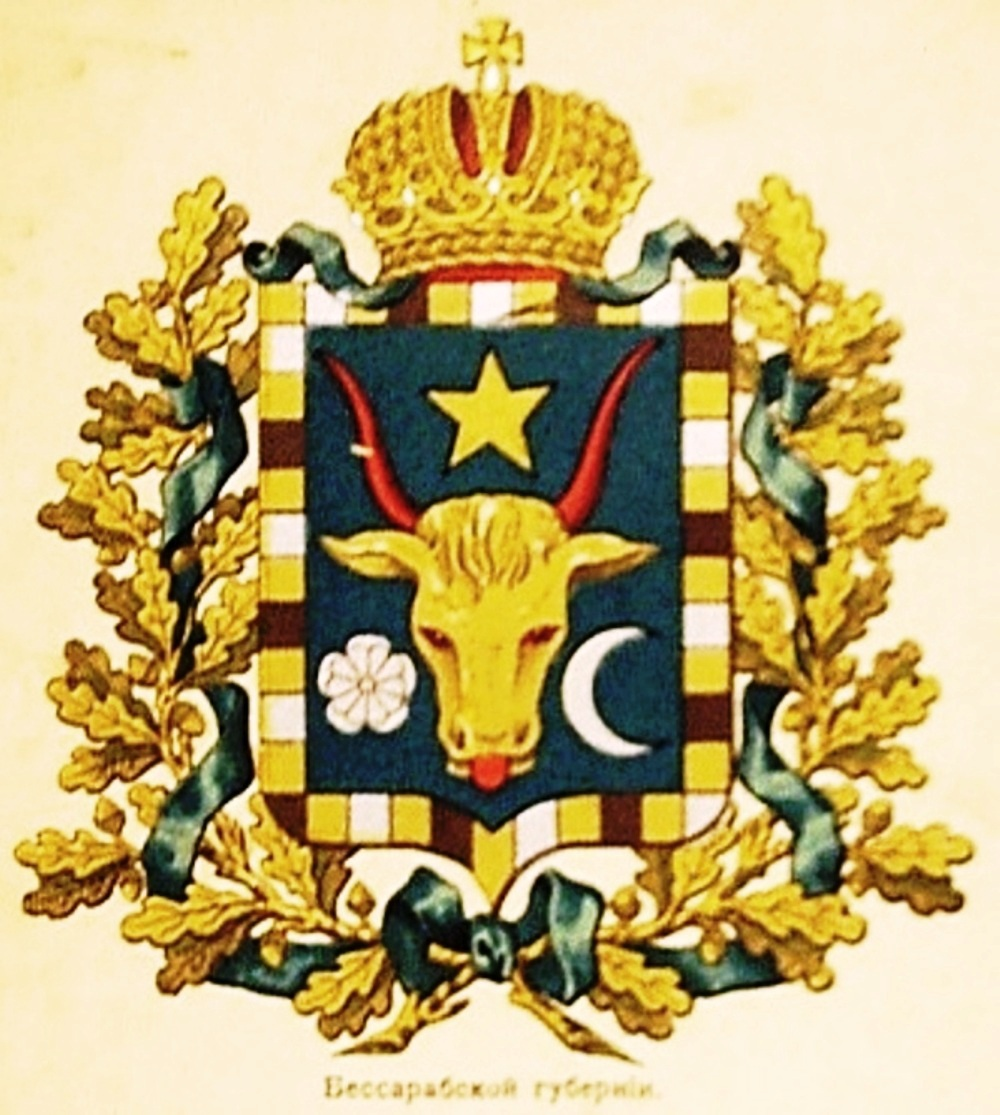
Герб губернії (вид. Сукачова, 1878)
Сучасний малюнок герба 1878 р.(2000-ні)

## Населення

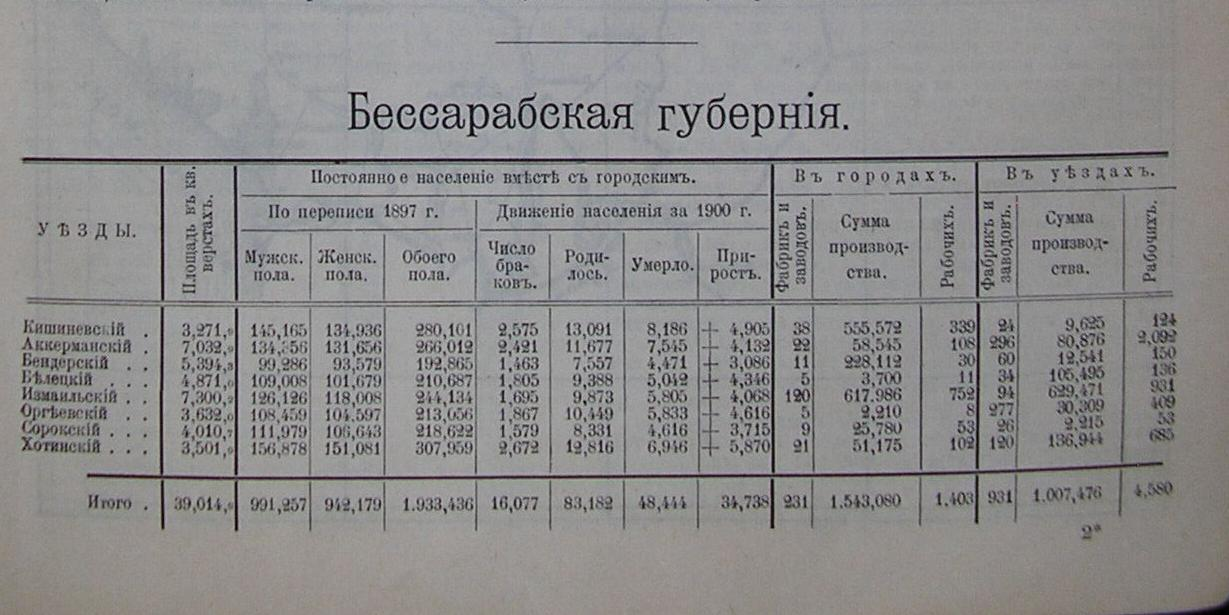
Стр. 45 з адрес-календаря Російської імперії «Вся Росія», 1902

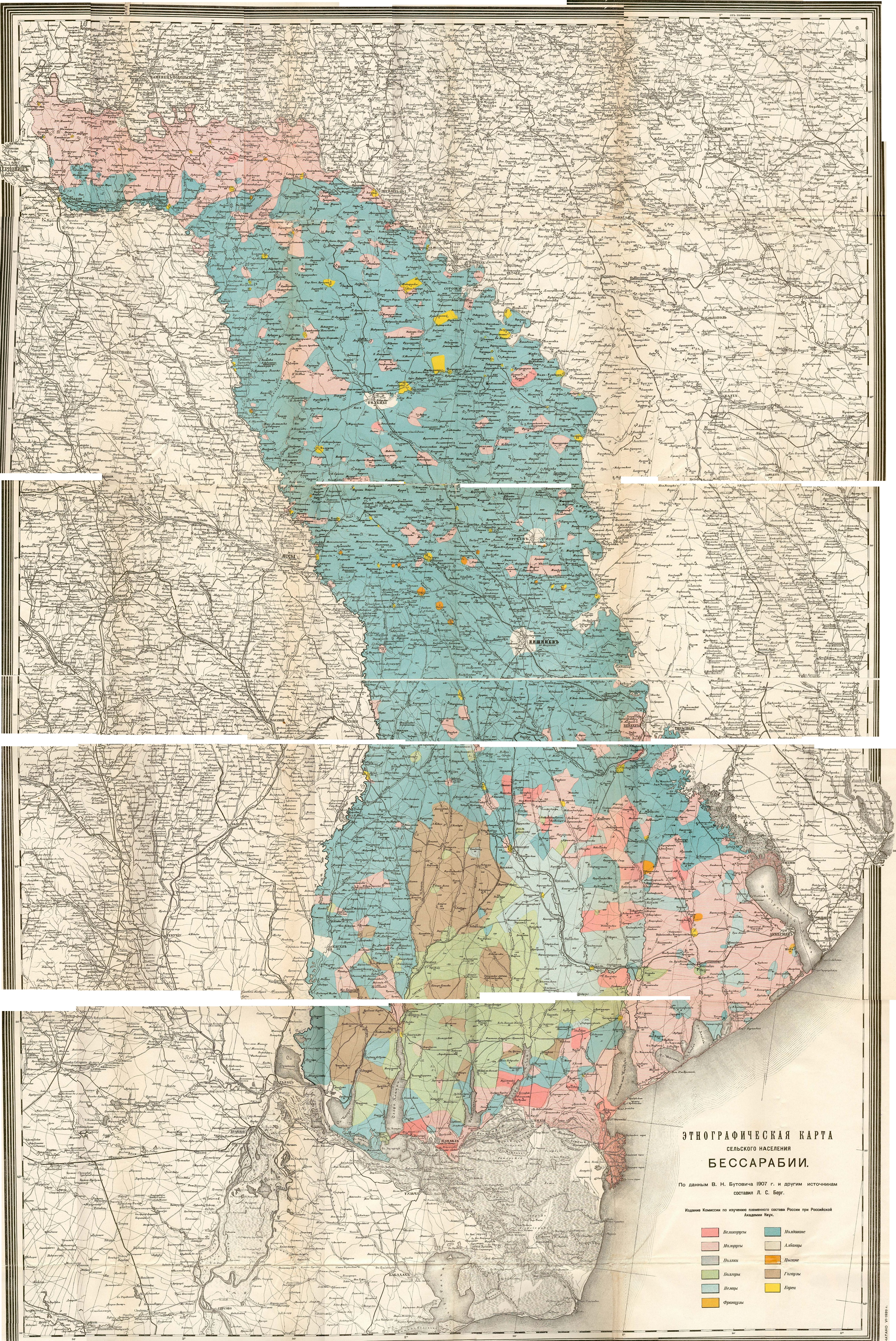
Етнічна мапа Бесарабської губернії 1907 року

Число жителів в 1889 — 1 628 876, чи 40 на кв. версту (35 осіб/км²). За віросповіданням вони розподіляються так:
| віросповідання     | населення |
| ------------------ | --------- |
| Православні        | 1 368 668 |
| Юдеї               | 180 910   |
| Протестанти        | 44 214    |
| Розкольники        | 21 900    |
| Католики           | 9 307     |
| Вірмено-григоріани | 3 849     |

Статистичні відомості з словника Брокгауза і Ефрона не дають даних про народності. Їх у Бессарабській губернії було багато, і за даними про віросповідання можна зробити висновки лише про одну — євреїв (дані про їхнє проживання в Бессарабії сягають XVI століття).
Після приєднання Бессарабії до Російської імперії, її територія увійшла до смугу осілості, де дозволялося жити євреям. Значна кількість євреїв переселилась у Бессарабію протягом XVIII століття, насамперед із сусідньої Подільської губернії, але також і з інших місць. Початок єврейської землеробської колонізації в Бессарабській області було покладено указом імператора Миколи I «Положення про євреїв» від 13 квітня 1835 року. З 1836 по 1853 роки було утворено 17 сільськогосподарських колоній, переважно в північних районах краю: 9 — у Сороцькому повіті, 3 — в Оргеєвському повіті, дві — у Ясському (пізніше Білецький) повіті, по одній — у Бендерському, Кишинівському і Хотинському повітах. До початку колонізації в Бессарабській області було близько 49 тисяч євреїв (близько 11 % від усього населення краю) і ще близько 10 тисяч переселилися туди в наступні кілька десятиліть. Близько 16 % євреїв у Бессарабії були жителями землеробських колоній. Основна ж маса євреїв проживала в містах і містечках. Політика заохочення єврейського землеробства в Росії була згорнута імператором Олександром II новим указом від 30 травня 1866 року, знову наклав заборону на придбання євреями земельних ділянок. До цього часу (1873) в Бессарабському краї налічувалося тисячі вісімдесят два єврейських господарства (10,589 душ).
Число молдован енциклопедичний словник Брокгауза і Ефрона визначає суперечливо: у статті «Бессарабська губернія» — «близько половини населення», у статті «румуни» — в 1 000 000. Їх було всього більше в Кишинівському повіті, Ясському повіті, при смузі вздлвж Пруту в Хотинському повіті та східній частині Ізмаїльського (теж по Пруту), потім в Оргеєвському і східній частині Бендерського, найменше в південних повітах.
Русняки, найдавніші переселенці, якщо не споконвічні жителі Бессарабської губернії, називалися ще малоросами за близькістю їхньої говірки українській мові, також галичанами і галицькими малоросами, так як багато хто з них переселилися в Бессарабію з Галичини під час утисків унії; вони ж райляни або райяни, бо місцевість, яку вони населяли, — весь Хотинський повіт і прилеглі частини Сороцького і Ясського повітів — складали «райю», християнську провінцію турецьких володінь, підпорядковану Хотинському паші. Але в Бессарабії були і українці — вихідці з України, переселення яких почалося в XVII сторіччі і посилилося в наступному сторіччі особливо з часу введення кріпацтва і знищення Запорозької січі; вони жили в Бендерському і Оргеєвському повітах, менше в Аккерманському і Ізмаїльському повітах. Молдовани і українці становили масу селян губернії.

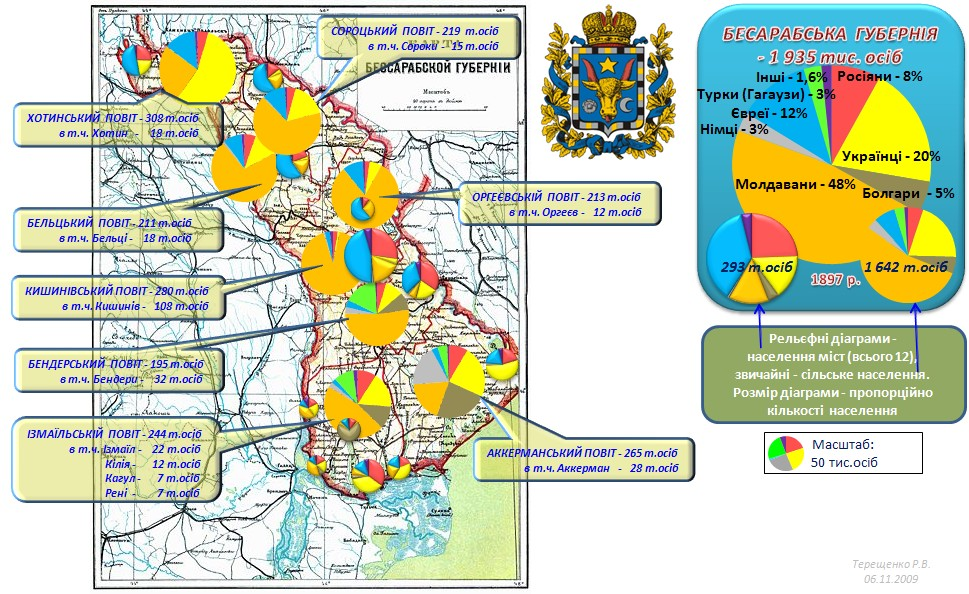
Населення Бессарабської губернії за переписом 1897-го

Росіяни, за винятком військових і чиновників, здебільшого розкольники і сектанти, предки яких втекли з Російської імперії в Польщу, а звідти під ім'ям «липован» розсіялися по Молдові, Австрійській Буковині і Туреччині. Початок їх переселення відноситься до середини XVIII сторіччя. Деякі партії раскольників оселилися в північних повітах Бессарабської губернії, де жили окремими невеликими громадами, а також у містах Хотин, Бєльці і Сороки. Переходи розкольників тривали безперервно і в подальші часи, коли головним їх притулком стало місто Ізмаїл і найближчі до нього землі. Але було кілька переселень за розпорядженням уряду з Калузької, Тульської, Рязанської губерній тощо. Росіяни, по стану міщани, займалися риболовлею, орендою садів і т. п.
Німецькі колоністи стали селитися з 1814 року в Аккерманському повіті, де їм належало більше половини землі. Болгари, більш численні, ніж німці, їхні колонії були розташовані в Бендерському і Ізмаїльському повітах. Німецькі та болгарські колоністи займалися землеробством, садівництвом і виноробством і завдяки великим наділам, довгочасним правам і привілеям та дбайливості досягли великого добробуту.
Цигани, які з'явилися в румунських князівствах з XV сторіччя, мали більшу кількість, ніж у будь-якій іншій частині Російської імперії. За Кеппеном, їх налічувалося там 18 788 осіб обох статей; всі вони православного сповідання. Найбільш населене (83 сімейства) з циганських поселень є вотчина Міклеушіни, розташована в 35 верстах від Кишинева, який належав монастирю св. Кипріяна. Примітно, що в Молдові були і цигани-кріпаки; після приєднання Бессарабії до Російської імперії більша частина кріпаків циган належала роду князів Кантакузінам.
Населення Бессарабської губернії не тільки відрізнялося своєю національною різноманітністю, але і розпадалося на кілька окремих класів, які відрізнялися за своїми назвами, а частково й правами, що було спадщиною державного устрою колишнього Молдовського князівства. Класи ці були: боярінаші, мазили, Рупташі, рупта-де-камара і рупта-де-Вістерії; сільське населення поділялося на царан і резешей.
За працею російського військового статистика Олександра Ріттіха «Племенной состав контингентов русской армии и мужского населения Европейской России» 1875 року частка українців серед чоловіків призового віку губернії становила 31,87 %, румун (молдован) — 49,43 %, євреїв — 7,36 %, болгар — 5,68 %, німців — 2,61 %, росіян — 1,62 %, поляків — 0,48 %, циган — 0,27 %, вірмен — 0,26 %, греків — 0,09 %, французів (швейцарців) — 0,05 %, татар — 0,01 %.
За переписом 1897 року в Бессарабській губернії було 1 933 436 жителів (991 257 чоловіків і 942 179 жінок), з них у міських поселеннях 304 182 (в губернському місті Кишиневі — 108 796). Відповідно до перепису 1897 року «47,6 % жителів Бессарабії були молдованами, 19,6 — українцями, 8 — росіянами, 11,8 — євреями, 5,3 — болгарами, 3,1 — німцями, 2,9 — гагаузами». Чисельність молдован знизилася з 1859 року на 7,3 %. Міста і більшість сіл були багатонаціональними. Молдовани, болгари, гагаузи, німці жили в основному в селах. 37,2 % містян становили євреї, 24,4 — росіяни, 15,8 — українці, 14,2 — молдовани. На думку деяких вчених чисельність росіян у Бессарабії була завищена і становила менше ніж 8,1 % (155,7 тис.), так як до росіян були зараховані частина українців і білорусів. За розрахунками В. Зеленчука, чисельність російян становила 123,1 тис. осіб. І. В. Табак наводить цифру в 100 тис. осіб. Перепис 1897 року також ще свідчить, що росіяни відігравали помітну роль у сферах, пов'язаних з діяльністю державної адміністрації, суду, поліції, юридичної, громадської і станової служби, де вони становили понад 60 %.
Розподіл населення за національним складом (по повітах, 1897):
| повіт               | Молдовани | Євреї  | Росіяни | Українці | Поляки | Болгари | Німці  | Гагаузи і турки |
| ------------------- | --------- | ------ | ------- | -------- | ------ | ------- | ------ | --------------- |
| Аккерманський повіт | 16,4 %    | 4,6 %  | 9,6 %   | 26,7 %   | …      | 21,3 %  | 16,4 % | 3,9 %           |
| Бендерський повіт   | 45,1 %    | 8,5 %  | 9,5 %   | 10,8 %   | …      | 7,6 %   | 2,9 %  | 14,1 %          |
| Білецький повіт     | 66,3 %    | 12,9 % | 6,7 %   | 11,4 %   | …      | …       | 1,0 %  | …               |
| Ізмаїльський повіт  | 39, 1 %   | 4,8 %  | 12,4 %  | 19,6 %   | …      | 12,5 %  | 2,0 %  | 7,3 %           |
| Кишинівський повіт  | 62,9 %    | 19,5 % | 11,9 %  | 1,9 %    | 1,3 %  | …       | …      | …               |
| Оргеєвський повіт   | 77,9 %    | 12,5 % | 2,7 %   | 5,6 %    | …      | …       | …      | …               |
| Сороцький повіт     | 63,2 %    | 14,2 % | 4,8 %   | 16,0 %   | …      | …       | …      | …               |
| Хотинський повіт    | 23,8 %    | 15,6 % | 5,8 %   | 53,2 %   | …      | …       | …      | …               |

## Мови

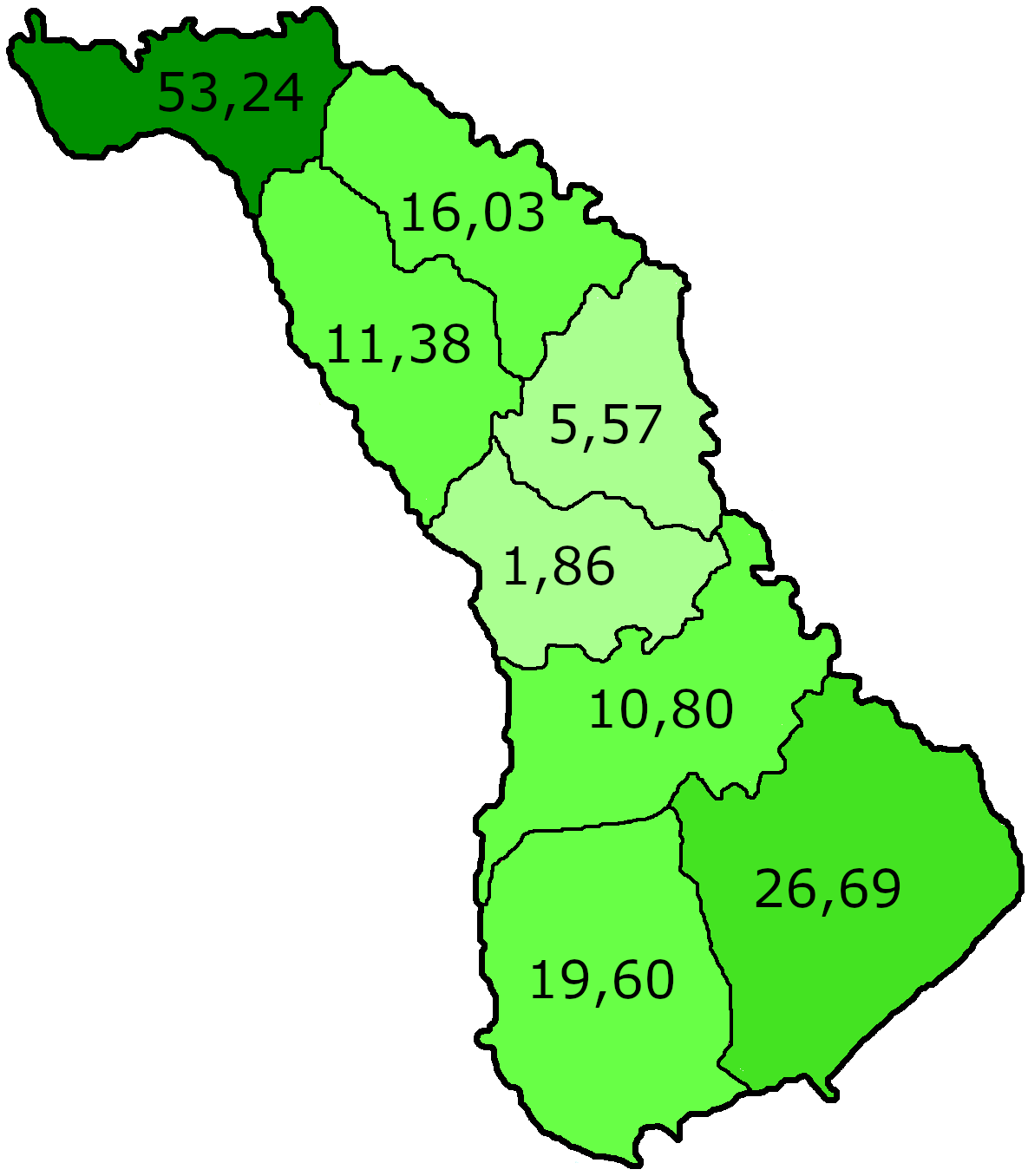
Частка українськомовного населення в повітах Бессарабської губернії за даними перепису населення 1897 року

| Розподіл населення в містах губернії за мовою (перепис 1897) | Розподіл населення в містах губернії за мовою (перепис 1897) | Розподіл населення в містах губернії за мовою (перепис 1897) | Розподіл населення в містах губернії за мовою (перепис 1897) | Розподіл населення в містах губернії за мовою (перепис 1897) | Розподіл населення в містах губернії за мовою (перепис 1897) | Розподіл населення в містах губернії за мовою (перепис 1897) |
| Місто                                                        | Українська                                                   | Російська                                                    | Єврейська                                                    | Молдовська                                                   | Болгарська                                                   | Інша                                                         |
| ------------------------------------------------------------ | ------------------------------------------------------------ | ------------------------------------------------------------ | ------------------------------------------------------------ | ------------------------------------------------------------ | ------------------------------------------------------------ | ------------------------------------------------------------ |
| Кишинів                                                      | 3,1 %                                                        | 27,0 %                                                       | 45,9 %                                                       | 17,6 %                                                       | 0,9 %                                                        | 5,5 %                                                        |
| Аккерман                                                     | 53,7 %                                                       | 20,3 %                                                       | 19,7 %                                                       | 0,8 %                                                        | 1,0 %                                                        | 4,5 %                                                        |
| Бендери                                                      | 19,2 %                                                       | 34,5 %                                                       | 33,4 %                                                       | 7,4 %                                                        | 0,4 %                                                        | 5,1 %                                                        |
| Бельці                                                       | 3,1 %                                                        | 19,6 %                                                       | 55,9 %                                                       | 17,1 %                                                       |                                                              | 4,3 %                                                        |
| Ізмаїл                                                       | 37,1 %                                                       | 35,0 %                                                       | 12,3 %                                                       | 7,1 %                                                        | 4,2 %                                                        | 4,3 %                                                        |
| Болград                                                      | 2,5 %                                                        | 11,3 %                                                       | 9,7 %                                                        | 5,0 %                                                        | 68,9 %                                                       | 2,6 %                                                        |
| Кілія                                                        | 39,2 %                                                       | 18,9 %                                                       | 18,5 %                                                       | 21,5 %                                                       | 0,7 %                                                        | 1,2 %                                                        |
| Кагул                                                        | 22,0 %                                                       | 17,3 %                                                       | 11,4 %                                                       | 39,4 %                                                       | 1,1 %                                                        | 8,8 %                                                        |
| Рені                                                         | 19,8 %                                                       | 17,1 %                                                       | 10,5 %                                                       | 37,6 %                                                       | 9,4 %                                                        | 5,6 %                                                        |
| Оргіїв                                                       | 1,2 %                                                        | 10,3 %                                                       | 57,8 %                                                       | 27,6 %                                                       |                                                              | 3,1 %                                                        |
| Сороки                                                       | 5,0 %                                                        | 14,6 %                                                       | 57,0 %                                                       | 20,9 %                                                       |                                                              | 2,5 %                                                        |
| Хотин                                                        | 21,6 %                                                       | 25,4 %                                                       | 50,1 %                                                       | 0,3 %                                                        |                                                              | 2,9 %                                                        |
| По губернії                                                  | 15,8 %                                                       | 24,4 %                                                       | 37,2 %                                                       | 14,2 %                                                       | 3,9 %                                                        | 4,5 %                                                        |

## Мапи

Бессарабська область, 1861 (Ізмаїльське градоначальство за межами)
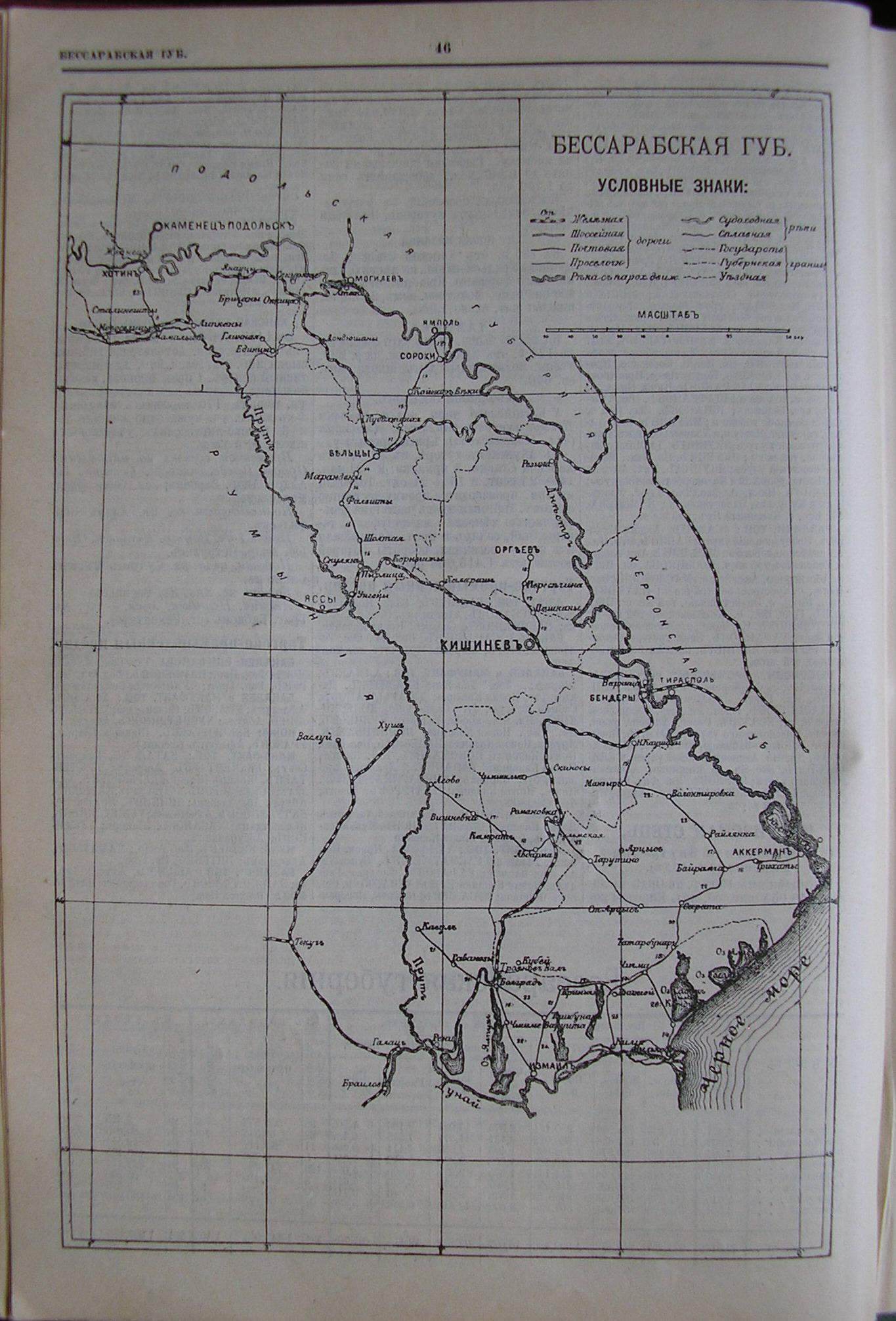
Стор. 46 з адрес-календаря Російської імперії «Вся Росія», 1902
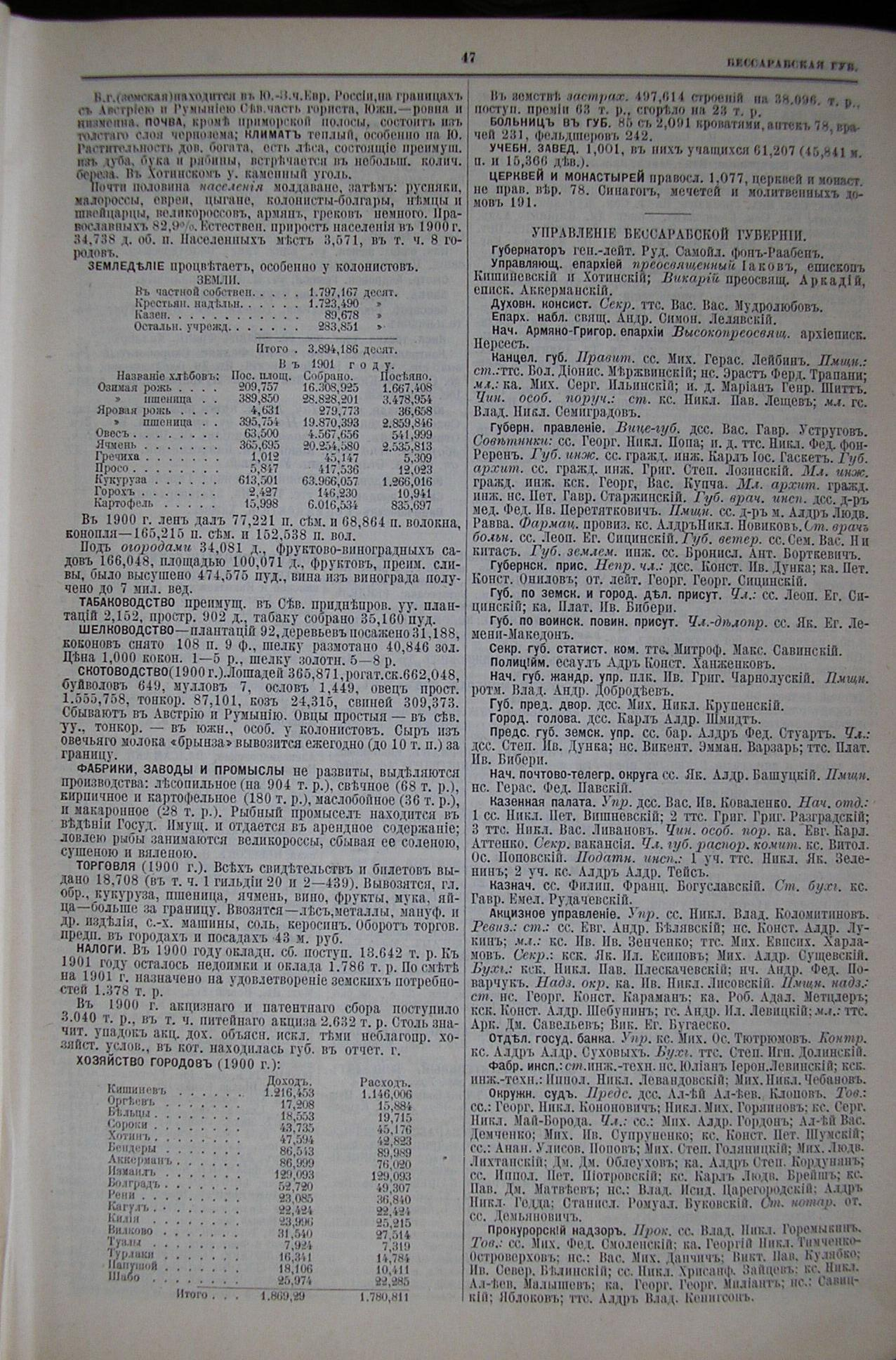
Стор. 47 з адрес-календаря Російської імперії «Вся Росія», 1902
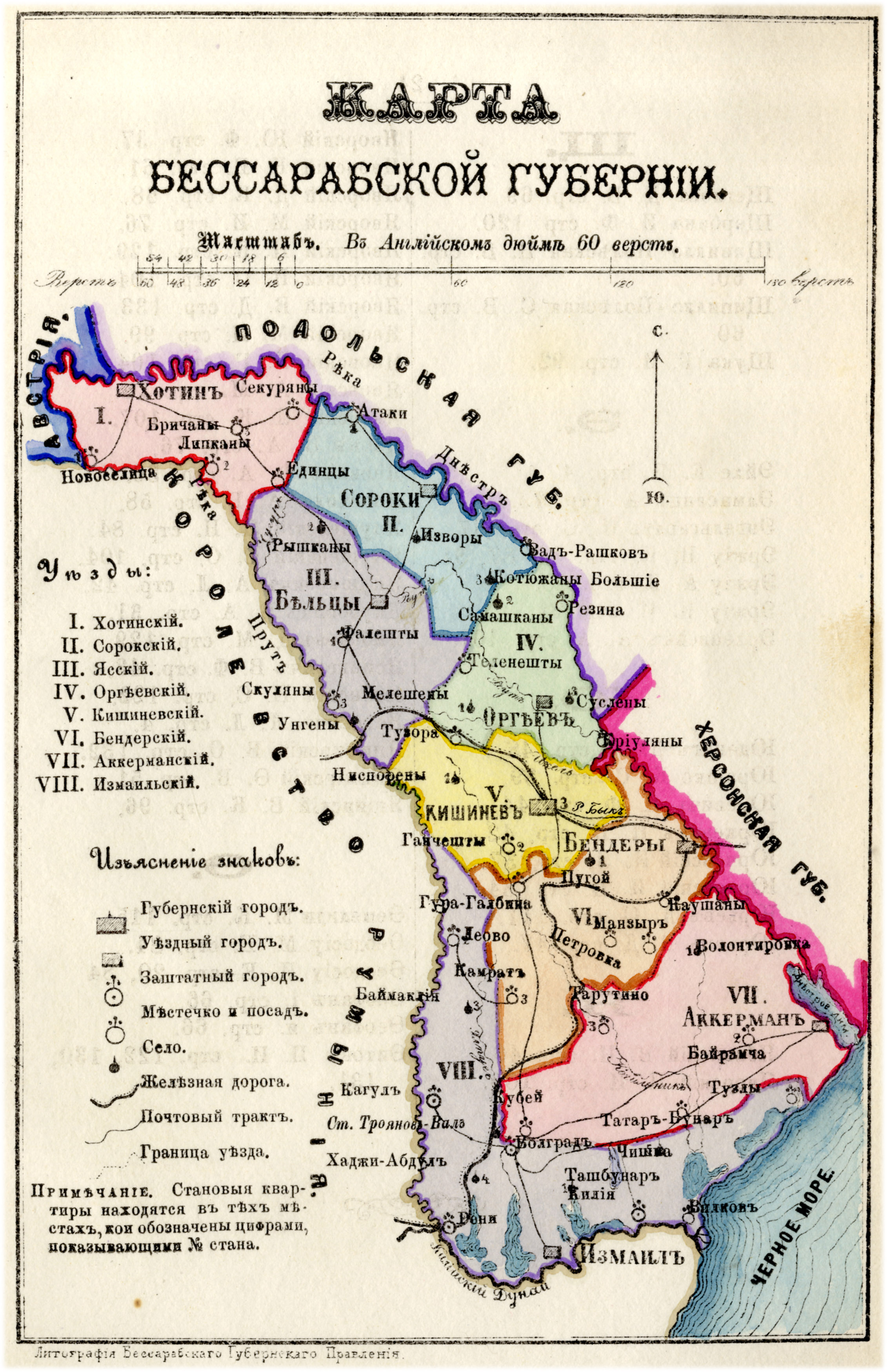
Бессарабська губернія
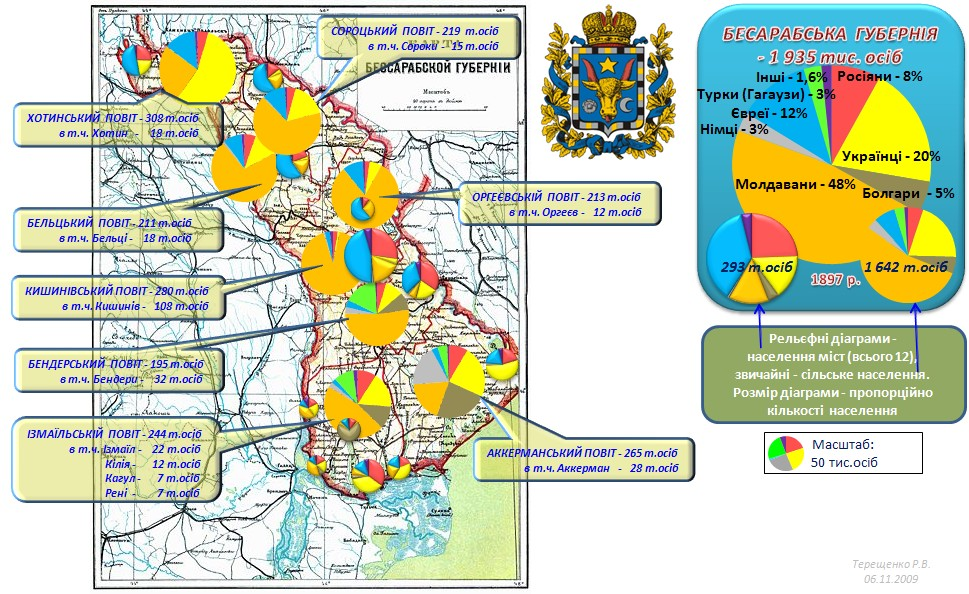
Населення Бессарабської губернії згідно з переписом 1897 року